# خروجة (نجرة)

تعديل مصدري - تعديل

خروجة هي إحدى قرى عزلة الشرقى بمديرية نجرة التابعة لمحافظة حجة، بلغ تعداد سكانها 220 نسمة حسب تعداد اليمن لعام 2004.